# Liszki (gmina)
Liszki – gmina wiejska w województwie małopolskim, w powiecie krakowskim. W latach 1975–1998 gmina położona była w województwie krakowskim. Gmina położona jest bezpośrednio przy zachodniej granicy miasta Krakowa.
Siedziba gminy to Liszki.
Według danych z 30 czerwca 2008 gminę zamieszkiwało 16 058 osób. Czwarta pod względem liczby mieszkańców gmina, na 17 gmin powiatu krakowskiego. Sieć rzeczną tworzy Wisła i Sanka. Gmina Liszki leży na terenie krainy geograficznej Brama Krakowska, na części Bielańsko-Tynieckiego Parku Krajobrazowego oraz Tenczyńskiego Parku Krajobrazowego. Natomiast według danych z 31 grudnia 2017 roku gminę zamieszkiwało 17 110 osób.

## Historia
Gmina zbiorowa Liszki została utworzona 1 sierpnia 1934 roku w powiecie krakowskim w woj. krakowskim z dotychczasowych jednostkowych gmin wiejskich: Aleksandrowice, Baczyn, Balice, Bielany, Brzoskwinia, Budzyń, Burów, Cholerzyn, Chrosna, Jeziorzany, Kaszów, Kryspinów, Liszki, Mników, Morawica, Piekary, Rączna, Szczyglice i Ściejowice. 16 września 1934 gminę Liszki podzielono na 16 gromad: Aleksandrowice, Balice, Bielany, Brzoskwinia, Budzyń, Cholerzyn, Chrosna, Jeziorzany, Kaszów, Kryspinów, Liszki, Mników, Morawica, Piekary, Rączna i Ściejowice.
Podczas okupacji hitlerowskiej gmina funkcjonowała w powiecie krakowskim w Generalnym Gubernatorstwie. 1 czerwca 1941 okupanci przyłączyli do gminy Liszki gromadę Olszanica ze zniesionej gminy Bronowice Małe; od gminy Liszki odłączyli natomiast gromadę Bielany, włączając ją do miasta Krakowa; włączenie Bielan do Krakowa administracja polska zatwierdziła dopiero 18 stycznia 1948, z mocą obowiązującą wstecz od 18 stycznia 1945.
Po wojnie w woj. krakowskim, w granicach spod okupacji (a więc z Olszanicą, lecz bez Bielan). Według stanu z dnia 1 lipca 1952 gmina Liszki składała się zatem z 13 gromad: Aleksandrowice, Balice, Brzoskwinia, Budzyń, Cholerzyn, Chrosna, Jeziorzany, Kaszów, Kryspinów, Liszki, Mników, Morawica, Olszanica, Piekary, Rączna i Ściejowice. Jednostka została zniesiona 29 września 1954 roku wraz z reformą wprowadzającą gromady w miejsce gmin.
Gminę Liszki przywrócono w tymże powiecie i województwie wraz z reaktywowaniem gmin z dniem 1 stycznia 1973 roku, zwiększoną o Czułów (należący przed 1954 do gminy Czernichów), lecz bez Brzoskwini, którą włączono do gminy Rudawa w powiecie chrzanowskim i bez Olszanicy, którą 1 stycznia 1973 włączono do Krakowa.

## Transport
Przez teren gminy przebiega autostrada A4 (E40) wraz z IV obwodnicą Krakowa (7 (E77)) ze Stopniem Wodnym Kościuszko na Wiśle, droga wojewódzka nr 780 łącząca Kraków z GOP oraz droga wojewódzka nr 774 Kryspinów – Balice-Zabierzów. W pobliżu znajduje się port lotniczy Kraków Airport im. Jana Pawła II. Teren gminy pod względem komunikacyjnym obsługują MPK w Krakowie oraz Mobilis sp.z o.o. Linie 209, 229, 239, 249, 259, 269 łączą obszar gminy z os. Salwator; linie 226, 258 z os. Bronowice Nowe; linia 292 oraz nocna 902 z Dworcem Głównym PKP, natomiast linia 352 z Aleją Przyjaźni. Oprócz MPK teren gminy obsługiwany jest przez PKS oraz liczne prywatne linie mikrobusowe.

## Zabytki

### Obiekty wpisane dorejestru zabytkównieruchomychwojewództwa małopolskiego[15]
- Baczyn – cmentarzysko kultury łużyckiej;
- Czułów – kaplica;
- Kryspinów – pałac;
- Mników – zespół dworski;
- Morawica – kościół św. Bartłomieja;
- Morawica – plebania;
- Morawica – zespół dworski;
- Piekary – zespół pałacowy;
- Ściejowice – zespół dworski.

#### Inne zabytki
- Cholerzyn – dwie kapliczki przydrożne z połowy XIX w. Jedna z nich zawiera liczne rzeźby ludowe[16];
- Czułów – kaplica mszalna murowana, zadaszona z połowy XIX wieku[17];
- Jeziorzany – zabytkowa kapliczka oraz kilka stanowisk archeologicznych;
- Kaszów – dwie kapliczki zbudowane z cegły, pochodzące z połowy XIX wieku[18];
- Kryspinów – krzyż przydrożny z rzeźbami postawiony na przełomie XIX/XX wieku[19];
- Liszki – neoromański, trójnawowy kościół św. Mikołaja z 1873 roku, konsekrowany w 1888 roku przez biskupa krakowskiego kardynała Albina Dunajewskiego. W bocznych ołtarzach znajdują się obrazy z XVIII wieku, natomiast w ołtarzu głównym znajduje się obraz Matki Boskiej z XVII wieku, w srebrnych sukienkach;

* kapliczka z 1 poł. XIX wieku;
* pomnik na cmentarzu parafialnym poświęcony pacyfikacji wsi dokonanej przez niemieckich okupantów 4 lipca 1943 roku;
* charakterystyczne centrum – rynek, wokół zabudowa typowo miasteczkowa;
* bank, funkcjonujący od 1898 roku, wywodzi się od kasy dr. Franciszka Stefczyka i był wówczas drugą w Polsce tego typu instytucją.

## Turystyka
Gmina Liszki wchodzi obok gmin: Alwernia, Babice, Czernichów, Jerzmanowice-Przeginia, Krzeszowice, Zabierzów oraz Wielka Wieś w skład tzw. „Pierścienia Jurajskiego” – trasy samochodowej biegnącej z Krakowa przez najciekawsze tereny południowej części Wyżyny Krakowsko-Częstochowskiej.
Znajdujące się wzdłuż południowej granicy gminy Liszki wały wiślane stanowią miejsce do wypoczynku i rekreacji. Od 2000 roku sąsiednia gmina Czernichów organizuje Ogólnopolski Spływ Kajakarski na trasie Czernichów–Kraków. Impreza ta organizowana jest corocznie w czerwcu w dniu przesilenia letniego, czyli w dniu św. Jana i poprzedza Krakowskie Wianki.
Zalew Na Piaskach i Zalew BudzyńskiDwa zbiorniki wodne o piaszczystych plażach, popularnie zwane Zalewem Kryspinowskim. Zaletą tego miejsca jest bliskość do wielu parkingów, oraz dobra komunikacja (MPK, linie 209, 229, 239, 269, 279 oraz nieco bardziej odległa lina 292; PKS, Mal Bus, Super Bus, Aran Bus). Na terenie ośrodka istnieją kąpieliska strzeżone, wypożyczalnia sprzętu wodnego, zjeżdżalnia wodna, boiska do koszykówki i siatkówki plażowej oraz plac zabaw dla dzieci. Wokół także jest wiele punktów gastronomicznych i klimatycznych restauracyjek, gdzie można się posilić. Zalew jest położony około 12 km na zachód od centrum Krakowa. W upalne dni liczba wypoczywających przekracza 30 000.
Bielańsko-Tyniecki Park Krajobrazowy
Tenczyński Park Krajobrazowy
Dolina Brzoskwinki
Dolina Mnikowskawąwóz krasowy o powierzchni 20,43 ha, obejmuje 2 km przełomowy odcinek doliny Sanki o oryginalnych w kształtach skałach zboczowych i niezwykle zróżnicowanej szacie roślinnej. Ściany wąwozu tworzą wapienne skałki, w których występuje kilka jaskiń. Zróżnicowaną szatę roślinna rezerwatu tworzą zespoły leśne, w skład których wchodzą: łęg olszowy, grąd, buczyna naskalna oraz las mieszany. Ponadto występują murawy kserotermiczne, zbiorowiska cieniolubnych mszaków oraz łąki porastające dno doliny. W dolinie występuje 17 gatunków chronionych, m.in. buławnik, wawrzynek wilczełyko, lilia złotogłów, naparstnica zwyczajna oraz konwalia majowa. W skalnym zakolu zwanym cyrkiem widnieje namalowany na skale w 1863 roku przez Walerego Eljasza Radzikowskiego obraz Matki Boskiej Skalskiej, do którego prowadzą stacje drogi krzyżowej. Również tam znajduje się jaskinia o długości 82 m.
W rezerwacie spotkać można liczne nietoperze chroniące się w jaskiniach. Ptaki reprezentowane są przez pustułki, ortolany i słowiki rdzawe. Brzegi doliny porastają buki, dęby i jawory. Na skałach rosną m.in.: koniczyna długowłosa, oman szorstki, fiołek kosmaty, parzydło leśne i kozłek trójlistkowy.
Rezerwat jest przystosowany do zwiedzania przez osoby niepełnosprawne.
Rezerwat przyrody nieożywionej Zimny DółPowierzchnia 2,2 ha obejmuje fragment prawego zbocza Doliny Zimny Dół z niezwykle rzadko spotykanymi formami skalnymi (skalne grzyby, bloki z rozwiniętymi u ich podnóży okapami oraz skalne przesmyki).
Jedną z niewątpliwych atrakcji jest poprowadzona ścieżka edukacyjna, która kluczy między olbrzymimi blokami skalnymi rozsianymi gęsto po lesie. Turysta ma wrażenie bliskiego kontaktu ze skałami w mrocznym skalnym labiryncie. Formy te zostały ukształtowane w wyniku procesów krasowych i zboczowych. W otoczeniu las grądowy.
Obok rezerwatu unikalne źródło krasowe wypływające wprost z jaskini. W górnej części doliny (przy szlaku czerwonym) charakterystyczne formy krasu współczesnego: leje krasowe, półślepa dolinka, oraz pomnik przyrody: okresowo występujący staw.
Zespół Sportowo-Rekreacyjny i Centrum EdukacyjneOśrodek w którym znajduje się jeden z najnowocześniejszych obiektów basenowych w Polsce (2 baseny, zjeżdżalnia wodna, zespół saun, hydromasaże).
Jaskinia pod Baczynem
Jaskinia na Łopiankach w wąwozie Półrzeczki

## Edukacja
- Gminna Biblioteka Publiczna w Liszkach;
- Publiczna Biblioteka w Morawicy;
- Gminny Zespół Ekonomiczno-Administracyjny Szkół w Liszkach.

Przedszkola:
- Publiczne przedszkole w Liszkach;
- Niepubliczne Przedszkole Artystyczne „Świat Dziecka” w Liszkach;
- Niepubliczne Przedszkole „Mały Oksford” w Liszkach;
- Niepubliczne Przedszkole „Antonki” w Czułowie.

Szkoły:
Zespół Szkół im. św. Jana Kantego:
- Szkoła Podstawowa w Liszkach.

Podstawowe:
- Szkoła Podstawowa nr 1 w Kaszowie im. św. Józefa;
- Szkoła Podstawowa nr 2 w Kaszowie im. św. Jadwigi Królowej;
- Szkoła Podstawowa w Czułowie im. Antoniego Sewiołka;
- Szkoła Podstawowa w Morawicy im. kpt. Mieczysława Medweckiego;
- Szkoła Podstawowa w Cholerzynie im. św. matki Teresy z Kalkuty;
- Szkoła Podstawowa w Jeziorzanach im. Ojca Świętego Jana Pawła II;
- Szkoła Podstawowa w Piekarach im. Jana Długosza;
- Szkoła Podstawowa w Rącznej im. Króla Jana III Sobieskiego;
- Szkoła Podstawowa w Kryspinowie.

Szkoły ponadpodstawowe:
- Zaoczne Liceum w Liszkach;
- Liceum Ogólnokształcące w Centrum Edukacyjnym „Radosna Nowina 2000” (Fundacja im. ks. Siemaszki) w Piekarach.

## Służba zdrowia
- Samodzielny Gminny Zakład Opieki Zdrowotnej w Liszkach;
- Ośrodek Zdrowia w Morawicy. Pod względem pierwszej pomocy teren gminy zabezpiecza Krakowskie Pogotowie Ratunkowe (Lotnisko Balice – do 02.03.2007 r.), obecnie jednostka pogotowia znajduje się w części nieużywanego skrzydła SP w Kryspinowie.

## Struktura powierzchni
Według danych z roku 2002 gmina Liszki ma obszar 72,03 km², w tym:
- użytki rolne: 82%;
- użytki leśne: 5%.

Gmina stanowi 5,86% powierzchni powiatu.

## Demografia
Dane z 30 czerwca 2009:
| Opis                              | Ogółem | Ogółem | Kobiety | Kobiety | Mężczyźni | Mężczyźni |
| --------------------------------- | ------ | ------ | ------- | ------- | --------- | --------- |
| Jednostka                         | osób   | %      | osób    | %       | osób      | %         |
| Populacja                         | 16 058 | 100    | 8247    | 51,4    | 7811      | 48,6      |
| Gęstość zaludnienia [mieszk./km²] | 222,9  | 222,9  | 114,5   | 114,5   | 108,4     | 108,4     |

Czwarta pod względem liczby mieszkańców gmina, na 17 gmin powiatu krakowskiego.

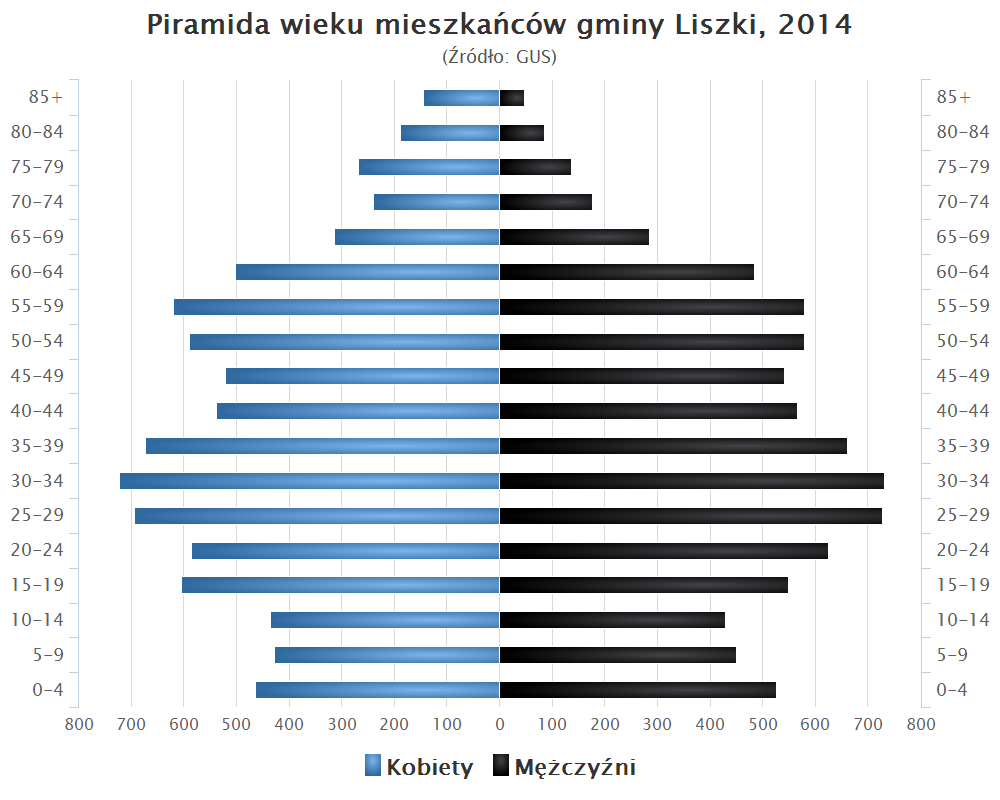
Piramida wieku mieszkańców gminy Liszki w 2014 roku

## Znane osoby związane z Gminą Liszki
- Stanisław Rospond – biskup sufragan krakowski, ur. w Liszkach;
- Stanisław Nowak – arcybiskup metropolita częstochowski, ur. w Jeziorzanach;
- Stanisław Rospond (siostrzeniec biskupa) – uczony, polonista, językoznawca, ur. w Liszkach;
- Marian Grabowski – polski entomolog amator, lekarz, ur. w Liszkach;
- Filip Müller – generał brygady Wojska Polskiego, lekarz;
- Joanna Słowińska – pieśniarka i skrzypaczka, obecnie mieszka w Liszkach.

## Miejscowości wchodzące w skład gminy
Budzyń, Cholerzyn,
Chrosna, Czułów, Jeziorzany, Kaszów, Kryspinów, Liszki, Mników, Morawica, Piekary, Rączna, Ściejowice.

## Sąsiednie gminy
Czernichów, Kraków, Krzeszowice, Skawina, Zabierzów.